# Gbarpolu County
Gbarpolu County ist eine Verwaltungsregion (County) in Liberia, sie hat eine Größe von 9 689 km² und besaß bei der letzten Volkszählung (2008) 83.388 Einwohner.
Die Verwaltungsregion untergliedert sich in sechs Distrikte.
Die Hauptstadt ist Bopolu im gleichnamigen Distrikt.
| Distrikt    | Ew. (2008) männlich | Ew. (2008) weiblich | Ew. (2008) Gesamt |
| ----------- | ------------------- | ------------------- | ----------------- |
| Belleh      | 7.951               | 7.306               | 15.257            |
| Bokomu      | 4.386               | 5.171               | 9.557             |
| Bopolu      | 9.580               | 8.139               | 17.719            |
| Gbarma      | 8.781               | 7.070               | 15.851            |
| Gounwolaila | 5.608               | 5.904               | 11.512            |
| Kongba      | 7.600               | 5.892               | 13.492            |
| Gbarpolu    | 43.906              | 39.482              | 83.388            |

Gbarpolu liegt im Nordwesten des Landes und grenzt mit dem Distrikt Kongba an Sierra Leone.

## Wirtschaft
Vor dem Bürgerkrieg in Liberia gründete sich die Wirtschaft in Gbarpolu neben Subsistenz-Landwirtschaft hauptsächlich auf den Bergbau.

## Politik
Bei den ersten demokratischen Senatswahlen nach dem Bürgerkrieg wurde Daniel Flomo Naatehn von der UP gewählt. Im Jahr 2007 wurde bei einer erforderlichen Nachwahl J.S.B. Theodore Momo – ebenfalls UP – gewählt.